# Axel Hirsch

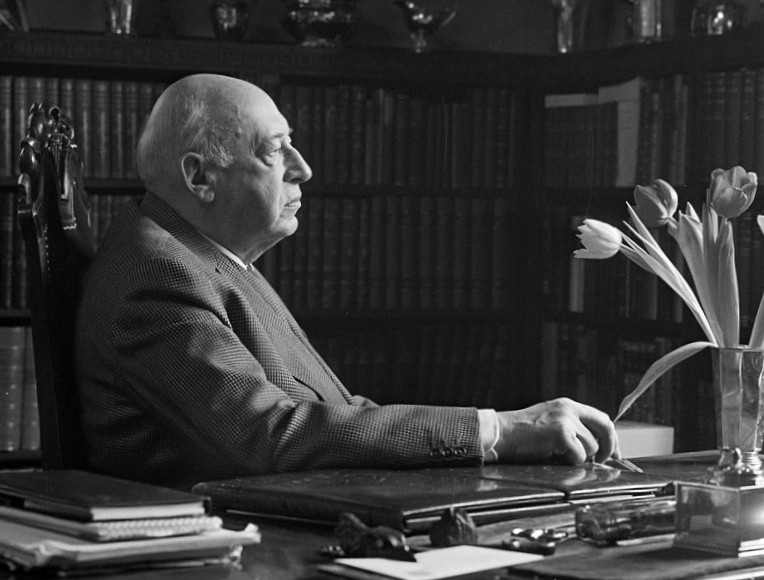
Axel Hirsch i sitt hem på Karlavägen 97 i Stockholm, 1950-tal.

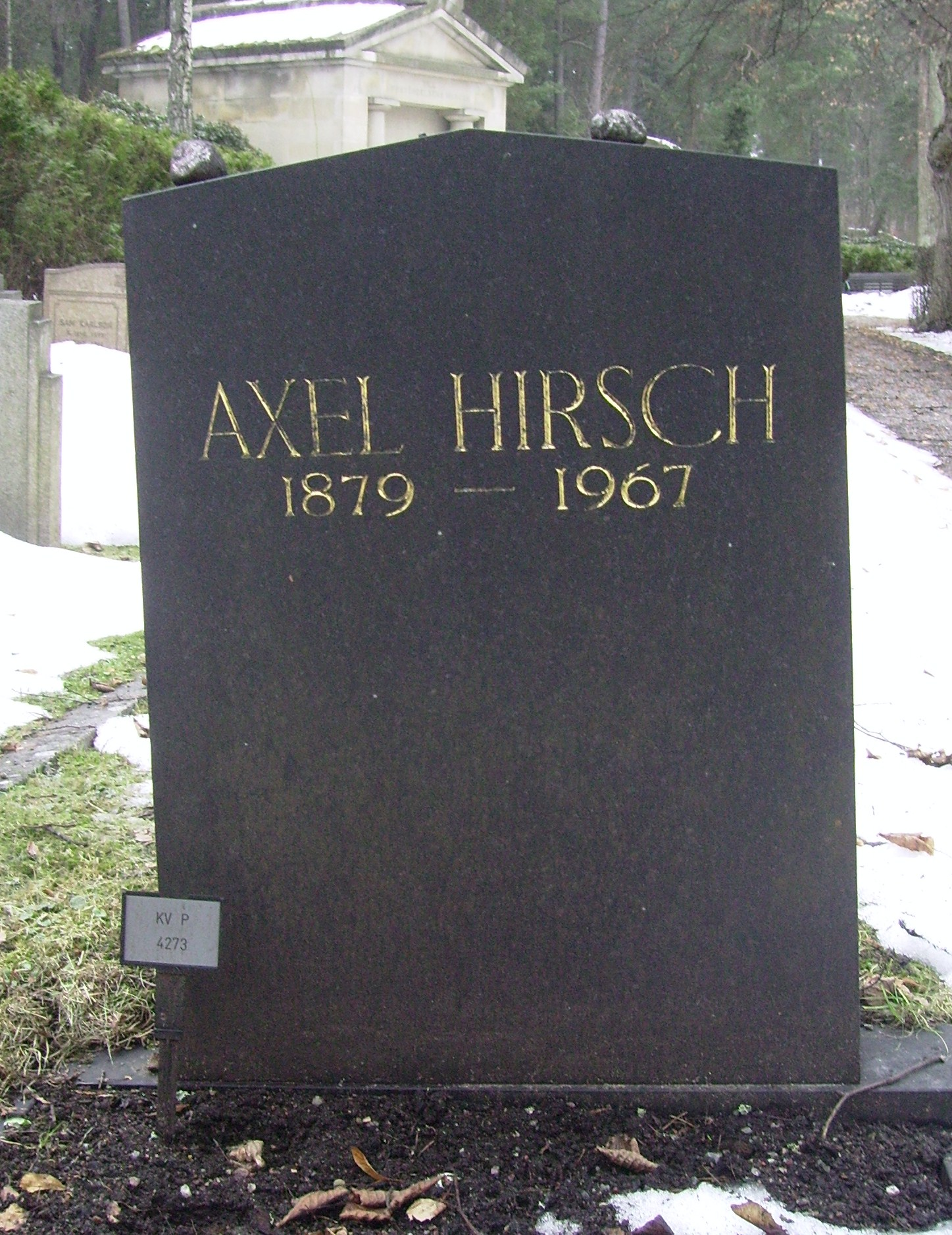
Axel Hirschs gravvård på Judiska norra begravningsplatsen i Solna

Axel Morris Hirsch, född 15 mars 1879 i Stockholm, död 12 augusti 1967 i Stockholm, var en svensk filantrop, verksam som socialpolitiker, folkbildare och konstmecenat i Stockholm.

## Biografi
Axel Hirsch var son till ingenjören och fabrikören Oscar Hirsch och dennes maka Fanny, född Saloman, som dog vid 24 års ålder, ett år efter sonens födelse. Hirsch studerade vid Uppsala universitet, där han bland annat var aktiv i den samhällspolitiska studentföreningen Verdandi. Han engagerade sig i fattigvård, det tidiga 1900-talets socialpolitik, och ledde organisationen Svenska fattigvårds- och barnavårdsförbundet under många år. 
Han var också aktiv folkbildare, engagerad i skapandet av läsestugor och lånebibliotek. Som filantrop donerade han medel till vetenskap och kultur, bland annat till Svenska Akademien, Karolinska Institutet, Sveriges Scoutförbund och Samfundet S:t Erik. 
| ”                                                         | För nutidens unga och medelålders människor är det omöjligt att föreställa sig den entusiasm, som fyllde oss i seklets början. De har ej sett den nöd som upprörde oss, de rättslösa, fattiga, förtryckta, de utsugna arbetarna, de trasiga, smutsiga och bleka barnen, det nakna eländet, den oerhörda klasskillnaden. | „ |
| – Axel Hirsch, citerad av Olle Wästberg på dennes hemsida | |   |

I Statens porträttsamling på Gripsholms slott finns ett huvud i brons föreställande Axel Hirsch utfört av Eric Hedland.

## Att läsa mer
- Axel Hirsch: Levande och bortgångna. Några minnesbilder från arbetsfält, släkt och vänkrets. Hökerbergs förlag 1943
- Axel Hirsch: Minnen som dröjt kvar. Hökerbergs förlag 1953
- Per Wästberg: Axel Hirsch – folkbildare och filantrop, Stockholm 2002, ISDN 97-8911-301-122-6